# えびす
えびす（ゑびす）

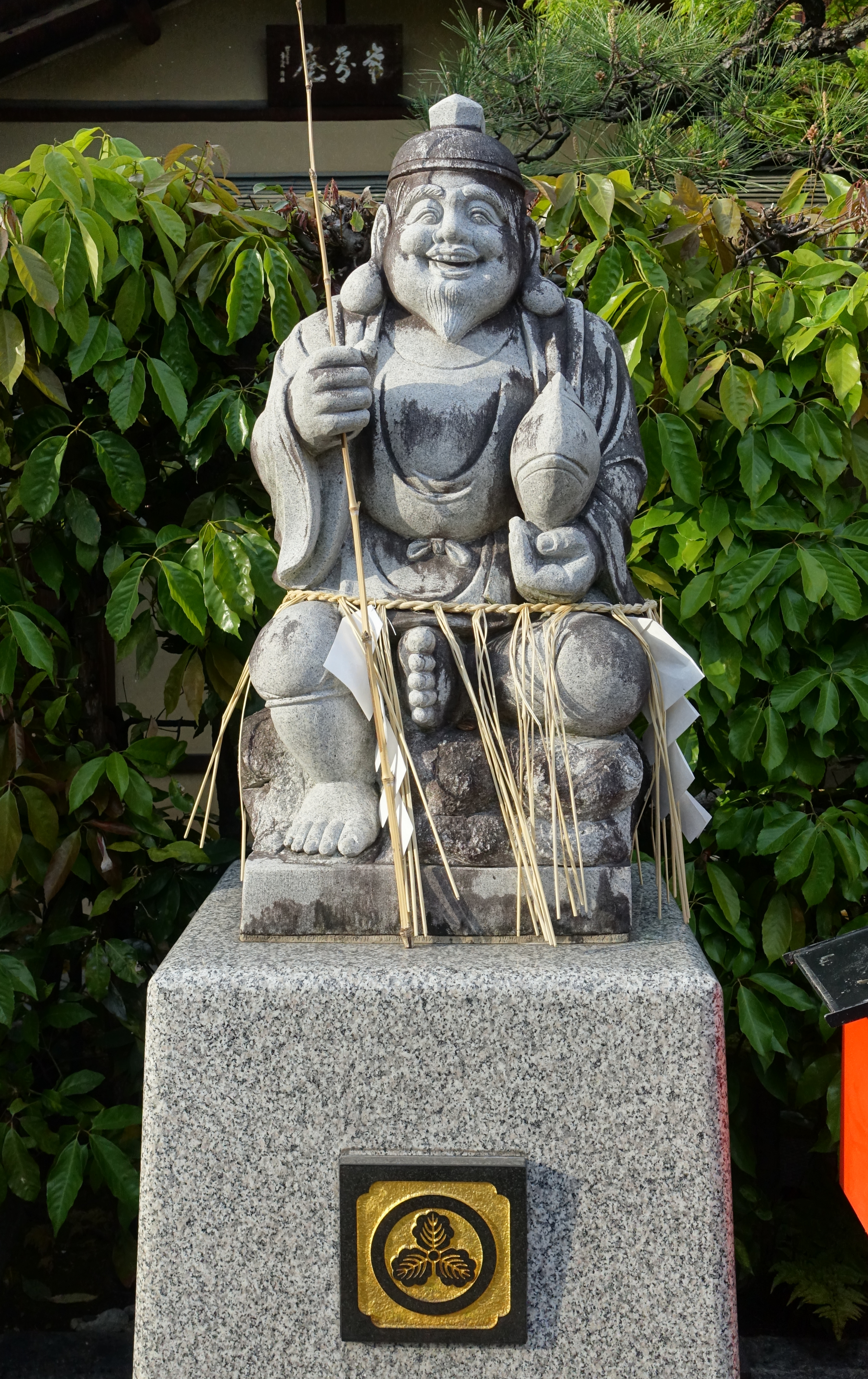
えびす像

1. 日本の神。七福神の一柱。狩衣姿で、右手に釣り竿を持ち、左脇に鯛を抱える姿が一般的。本項で詳述。また、初春の祝福芸として、えびす人形を舞わせてみせた大道芸やその芸人のことも「恵比須（恵比須回し）」と呼んだ。
2. 外来の神や渡来の神。客神や門客神や蕃神といわれる神の一柱。本項で詳述。
3. 神格化された漁業の神としてのクジラのこと。古くは勇魚（いさな）ともいい、クジラを含む大きな魚全般をさした。本項で詳述。
4. 寄り神。海からたどり着いたクジラを含む、漂着物を信仰したもの。寄り神信仰や漂着神ともいう。本項で詳述。

## 概要
えびすは日本の神で、現在では七福神の一員として日本古来の唯一（その他はインドまたは中国由来）の福の神である。古くから漁業の神でもあり、後に留守神、さらには商いの神ともされた。夷、戎、胡、蛭子、蝦夷、恵比須、恵比寿、恵美須、恵美寿などとも表記し、えびっさん、えべっさん、おべっさんなどとも呼称される。

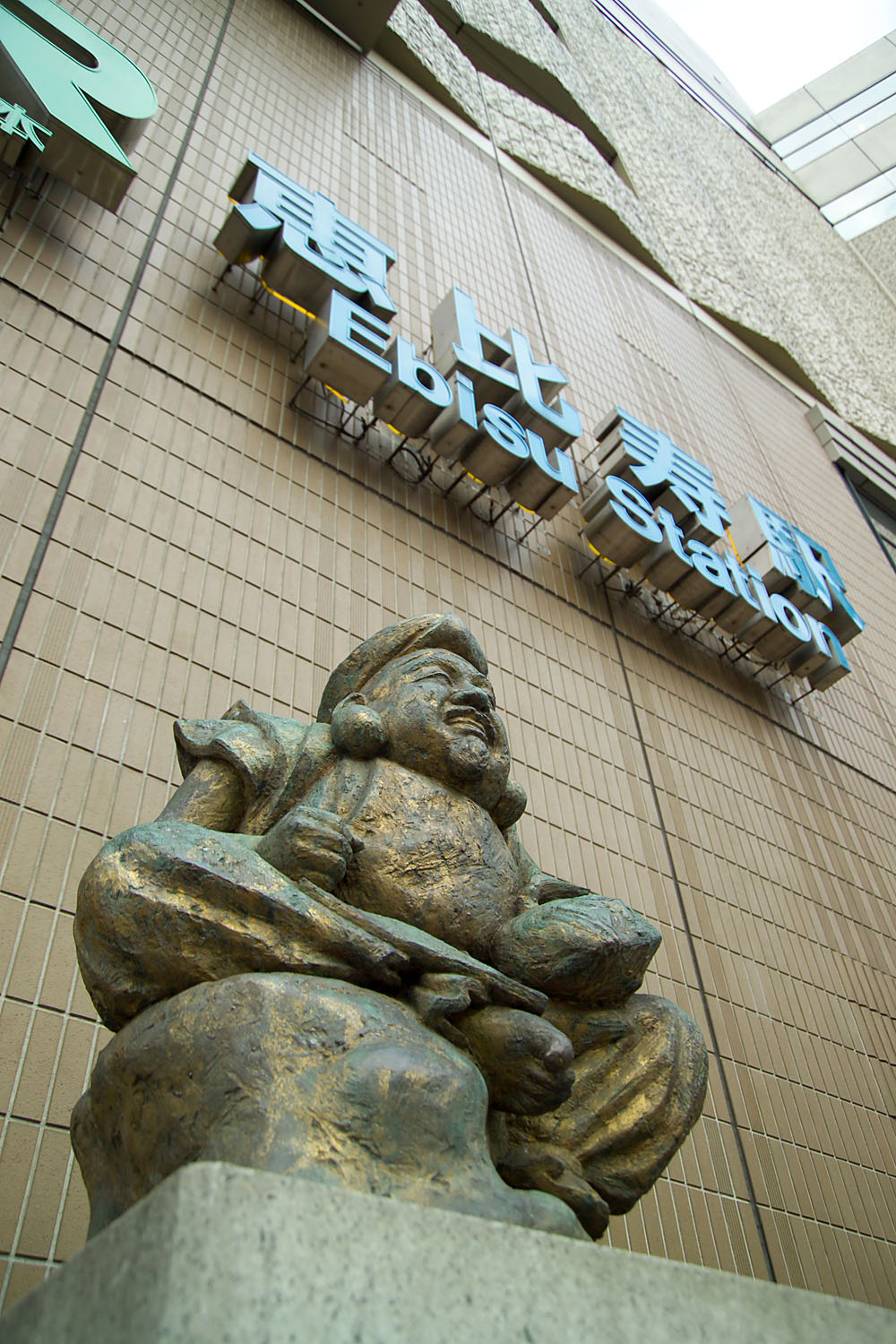
JR東日本恵比寿駅前のえびす像

えびす神社にて祀られる。日本一大きいえびす石像は舞子六神社に祀られており、商売繁盛の神社とされている。
「えびす」という神は複数あり、イザナギ、イザナミの子である蛭子命（ひるこのみこと）か、もしくは大国主命（大黒さん）の子である事代主神（ことしろぬしのかみ）とされることが多い。少数であるが、えびすを少彦名神や彦火火出見尊とすることもある。また、外来の神とされることもあり、「えびす」を「戎」や「夷」と書くことは、中央政府が地方の民や東国の者を「えみし」や「えびす」と呼んで、「戎」や「夷」と書いたのと同様で、異邦の者を意味する。このように多種多様の側面があるため、えびすを祀る神社でも祭神が異なることがある。

## 文献上の初出と本地仏
「えびす」の最初の記録は平安時代末期の『伊呂波字類抄』（三巻本）である。そこには広田神社の末社として10社が列記される中に「夷 毘沙門」「三郎殿 不動明王」の2社があり、夷と三郎はまったく別の神であった。
少し時代が経って鎌倉時代初頭の『諸社禁忌』には「衣毘須 不動」「三郎殿 毘沙門」とあり、両者の本地仏が入れ替わっているが、これはどちらかが単なる誤りなのか、新説として後から修正されたということなのか、もとから両説が併存していたのかはわからない。しかし、次第に両者が混同されて「夷三郎」という神格ができていく過程が窺われる。
この広田神社の末社という2社が統合されたのが現在の西宮神社の前身と考えられている。また、これらの記述から、初期にはその本地仏は毘沙門天や不動明王とされていたことがわかる。古代では「荒々しい神」として信仰されていた。

## 民間習俗

### 海神
えびすの本来の神格は人々の前にときたま現れる外来物に対する信仰であり、海の向こうからやってくる海神である。
下記の漁業神、寄り神（漂着神）の他に純然たる水の神としての信仰も存在する。

#### 漁業神
恵比寿自体が大漁旗の図版として使われるほどポピュラーな漁業神であるが、日本各地の漁村ではイルカやクジラ、ジンベエザメなど（これらをまとめてクジラの意味である「いさな」と呼ぶ）を「えびす」とも呼んで、現在でも漁業神として祀る地域が多数ある。クジラやジンベイザメなどの海洋生物が出現すると豊漁をもたらすという考えからえびすと呼ばれ、漁業神とされる。実際にクジラなどが出現するとカツオなどの漁獲対象魚も一緒に出現する相関関係がある。
漁業に使う網の浮きを正月などに祀る地域があるが、四国の宇和島周辺や隠岐などでは、その浮きのことを「えびすあば」（あばとは浮きのこと）と呼んでおり、えびすが漁業神であることを示す好例である。

#### 寄り神（漂着神）
主に漂着したクジラを指して（古くは流れ鯨・寄り鯨（座礁鯨）を）「寄り神」と呼ぶことがある。「鯨 寄れば 七浦潤す」「鯨 寄れば 七浦賑わう」などというように、日本各地には地域がクジラの到来により思わぬ副収入を得たり飢饉から救われたりといった伝承が多いが、特に能登半島や佐渡島や三浦半島で信仰が残っている。海外からの漂着物（生き物の遺骸なども含む）のことを「えびす」と呼ぶ地域もあり、漁のときに漂着物を拾うと大漁になるという信仰もあるという。九州南部には、漁期の初めに海中からえびすの御神体とするための石を拾うという風習があるという。これらの民俗信仰は、えびすの本来の性格を示すと考えられる。

### 福神
平安時代末期にはえびすを市場の神（市神）として祀った記録が残っており、鎌倉時代にも鶴岡八幡宮境内で市神としてえびすを祀ったという。このため、中世に商業が発展するにつれ商売繁盛の神としての性格も現れたとされる。同時に福神としても信仰されるようになり、やがて七福神の1柱とされる。福神としてのえびすは、ふくよかな笑顔（えびす顔）で描写されている。
えびす神は耳が遠いとされているため、神社本殿の正面を参拝するほか、本殿の裏側に回りドラを叩いて祈願しなくてはならないとされる。このため、今宮戎神社などでは本殿の裏にはドラが用意されている。

### えびす講
民間信仰として知られるのが「えびす講」である。えびす講はえびすを神として祭り、五穀豊穣・商売繁盛・家内安全を願う。
広島県広島市中区胡町の胡子神社で行われるものについては、胡子講を参照。

## 他の神との習合

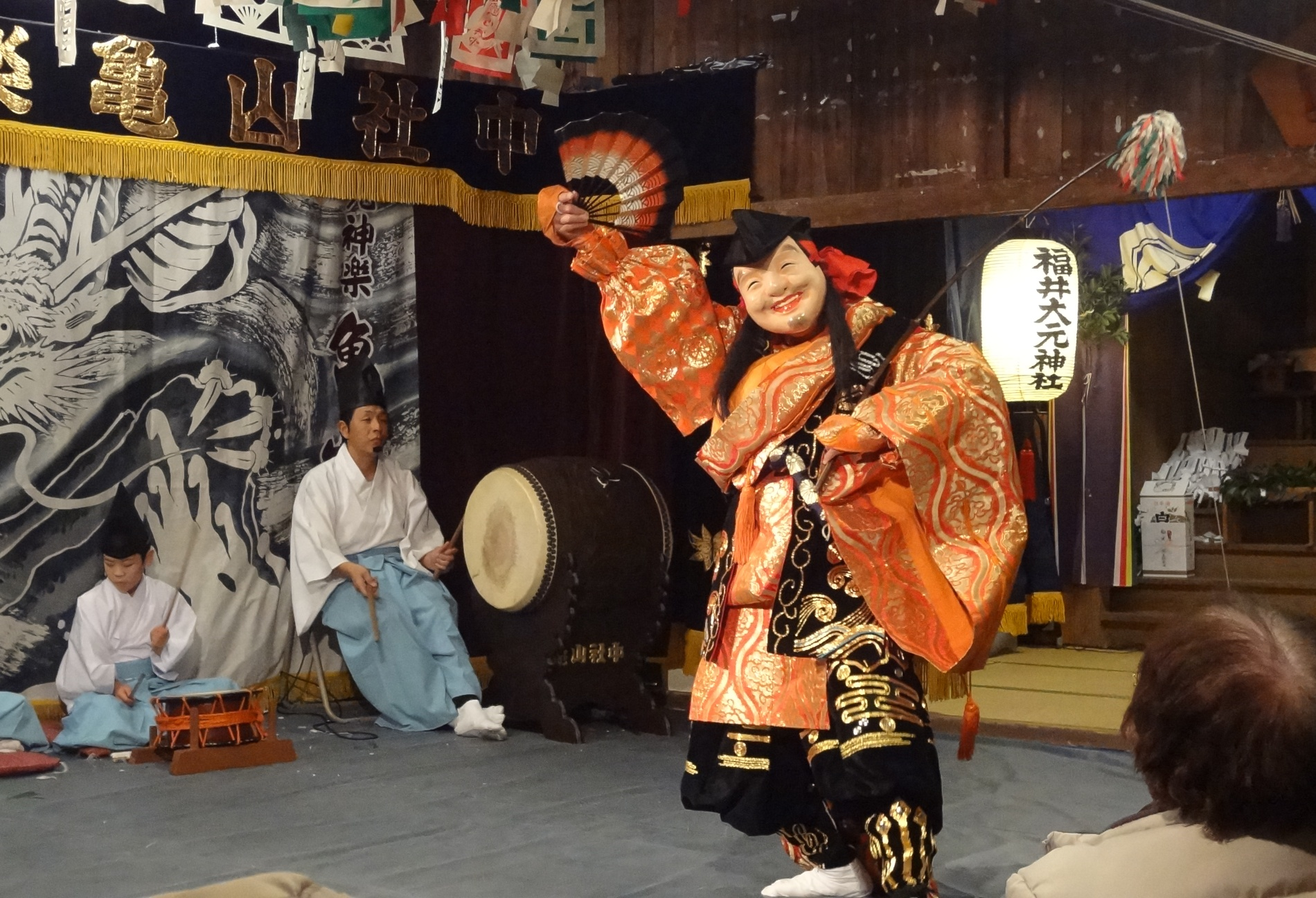
石見神楽演目『恵比須』（事代主の鯛釣り）

えびすは記紀に出てこない神であるため、古くから記紀の中に該当する神を探しだす説がいろいろ出てきた。蛭子、事代主神、少名比古那神、火々出見命（山幸彦）等の諸説があるが、えびすを祀る全国の神社では蛭子説と事代主神説が圧倒的に多い。

### 蛭子
記紀神話において、蛭子命は3歳になっても足が立たなかったために流し捨てられたとされる。その神話を受け、流された蛭子命はどこかの地に漂着したという信仰が生まれ、蛭子命が海からやってくる姿が海の神であるえびすの姿と一致したため、2神は同一視されるようになった。このえびすを蛭子命と見る説は、室町時代のころに現われたものであり、えびすを夷三郎と呼ぶのは『日本書紀』において3番目に生まれたことによるとされるが、前述のように本来は夷と三郎は別々の神だったのが混同されたものである。
蛭子命の漂着の伝承は各地にあるが、その代表が兵庫県西宮市の西宮神社とされている。西宮神社はえびすという名の神を祀った神社としては現存する記録上で最古であるため、全国のえびす神社の総本宮とされる。また江戸時代から明治にかけて、えびす＝蛭子説に基づいて祭神名をえびすから蛭子に改めた神社も存在する。

### 事代主神
えびすを事代主神だとする神社の代表格は今宮戎神社である。
事代主神は託宣の神といわれ、記紀神話においても直接に水との関連はない。しかし、記紀神話の国譲りの項で、大国主神の使者が事代主に天津神からの国譲りの要請を受諾するかを尋ねるために訪れたとき、事代主が釣りをしていたとされることとえびすが海の神であることが結びつき、江戸時代になってから両者を同一視する説が出てきた。七福神の絵図でえびすが釣竿を持ち鯛を釣り上げた姿で描かれるのは、この事代主神の伝承に基づくものともいわれる。また、事代主の父である大国主命が大黒天と習合したことにより、えびすと大黒は親子ともされる。
なお、えびす信仰が生まれる以前から事代主神を祀っていた神社で、後にえびすを祀ったものも多数ある。その最も典型的な神社は島根県松江市の美保神社で、事代主神を祭る神社の総本宮でもある。逆に、江戸時代から明治にかけて、えびす＝事代主神説に基づいて祭神名をえびすから事代主神に改めた神社も存在する。